# レナト・オリーヴェ
レナト・オリーヴェ（Renato Olive、1971年4月6日 - ）は、イタリア、プティニャーノ出身の元サッカー選手。レナト・オリーベ表記も見られる。

## 経歴
現役時代はレッチェ、ペルージャ、ボローニャなどで主にプレーした。1993-94シーズンにレッチェでセリエAデビューを果たした。
1997-98シーズン途中にペルージャに加入し、セリエA複帰の原動力となった。1998-99シーズンは中田英寿やミラン・ラパイッチらと中盤を形成し、セリエA残留を果たした。
引退後はセリエDのファザーノの監督を務めた他、現役時代にプレーしたパルマ、ボローニャのテクニカルダイレクターを務めていた。